# Leon Panetta
Leon Edward Panetta, född 28 juni 1938 i Monterey, Kalifornien, är en amerikansk politiker, jurist och professor. Han var USA:s försvarsminister mellan den 1 juli 2011 och den 27 februari 2013 i president Barack Obamas kabinett. Före det var han CIA:s högste chef 2009–2011.  
Han var ledamot av USA:s representanthus 1977-1993, chef för Office of Management and Budget 1993-1994, Vita husets stabschef 1994-1997 under USA:s president Bill Clinton och chef för Central Intelligence Agency 2009-2011. Han var professor i statsvetenskap vid Santa Clara University. Han är också direktör för Panetta Institute som han själv har grundat.
Panetta är son till strikt katolska invandrare från Italien. Han gick först i katolska skolor i Monterey och sedan i en offentlig high school. Han avlade 1960 sin grundexamen och 1963 juristexamen vid Santa Clara University. Efter studietiden tjänstgjorde Panetta i USA:s armé. Han inledde 1966 sin politiska karriär som medarbetare åt senator Thomas Kuchel. Han var därefter medarbetare åt hälso-, utbildnings- och välfärdsministern Robert Finch 1969-1970. Panetta var ännu medarbetare åt borgmästaren i New York John Lindsay 1970-1971, innan han 1971 bytte parti från republikanerna till demokraterna.
Panetta arbetade sedan som advokat i hemstaden Monterey på advokatbyrån Panetta, Thompson & Panetta fram till 1976. I representanthuset avancerade Panetta till ordförande i budgetutskottet 1989-1993. Med Bill Clintons ämbetstillträde som USA:s president blev han federal förvaltnings- och budgetdirektör från 1993 till 1994. Som stabschef spelade han en central roll i förhandlingarna som ledde till 1996 års statsbudget, en budget som innebar ett viktigt steg i riktning mot budgetbalans.
Panetta deltog i arbetet av Iraq Study Group som i december 2006 publicerade sina rekommendationer för en ny strategi i Irakkriget.

## Utmärkelser och hedersuppdrag
- Uppgående solens orden, Japan (2019)[2]